# Trichostylum vittatum
Trichostylum vittatum là một loài ruồi trong họ Tachinidae.